# 羊の頭のある静物
『羊の頭のある静物』（ひつじのあたまのあるせいぶつ、西: Bodegón con cabeza de carnero, 仏: Nature morte à la tête de mouton, 英: Still Life of a Lamb's Head）は、スペインのロマン主義の巨匠フランシスコ・デ・ゴヤが1806年から1812年頃に制作した静物画である。油彩。1812年に作成されたゴヤ家の財産目録に記された12点の連作ボデゴンの1つで、子羊の肉を描いている。現在はパリのルーヴル美術館に所蔵されている。

## 作品

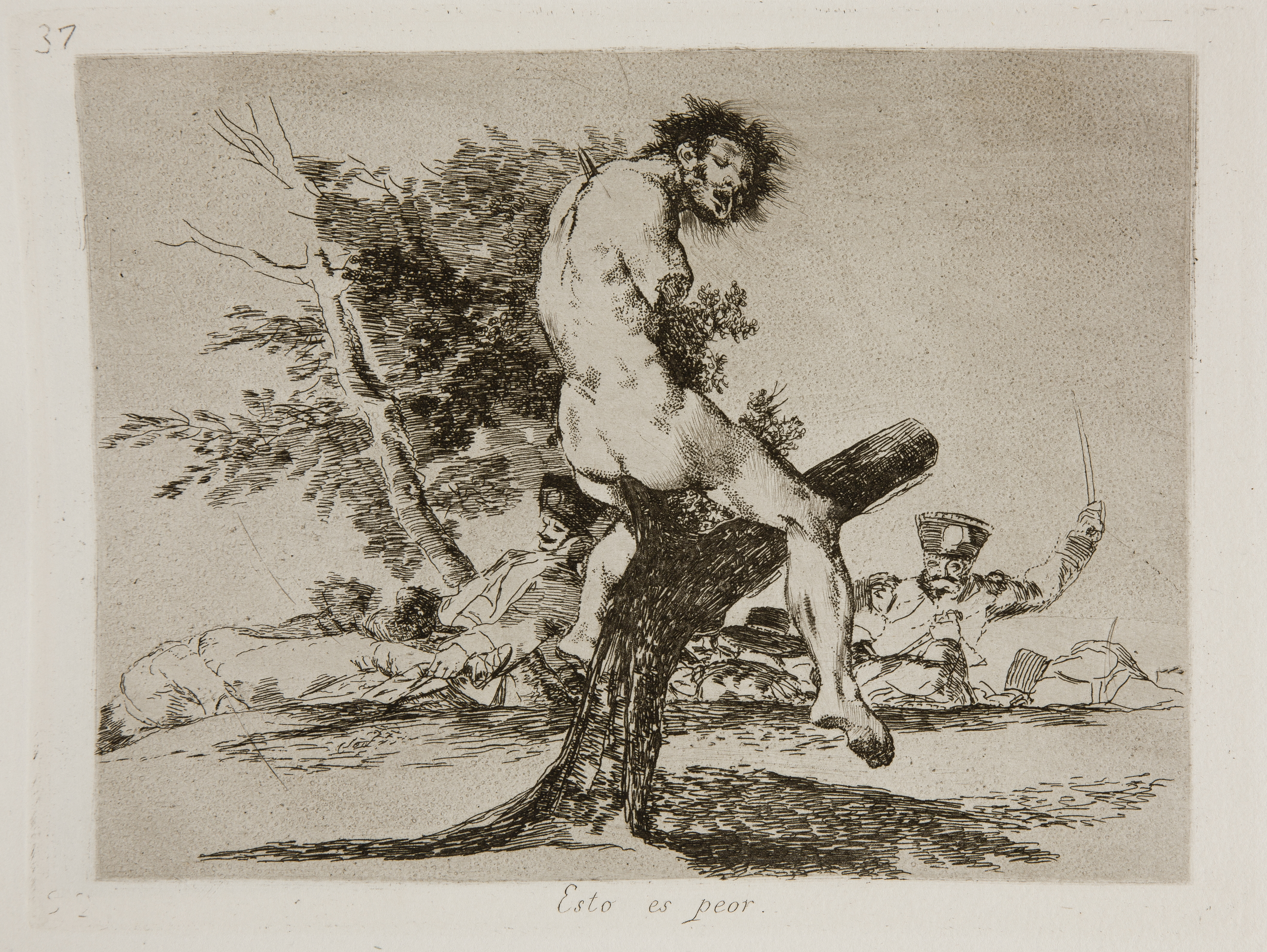
《戦争の惨禍》第37番「これはもっとひどい」。

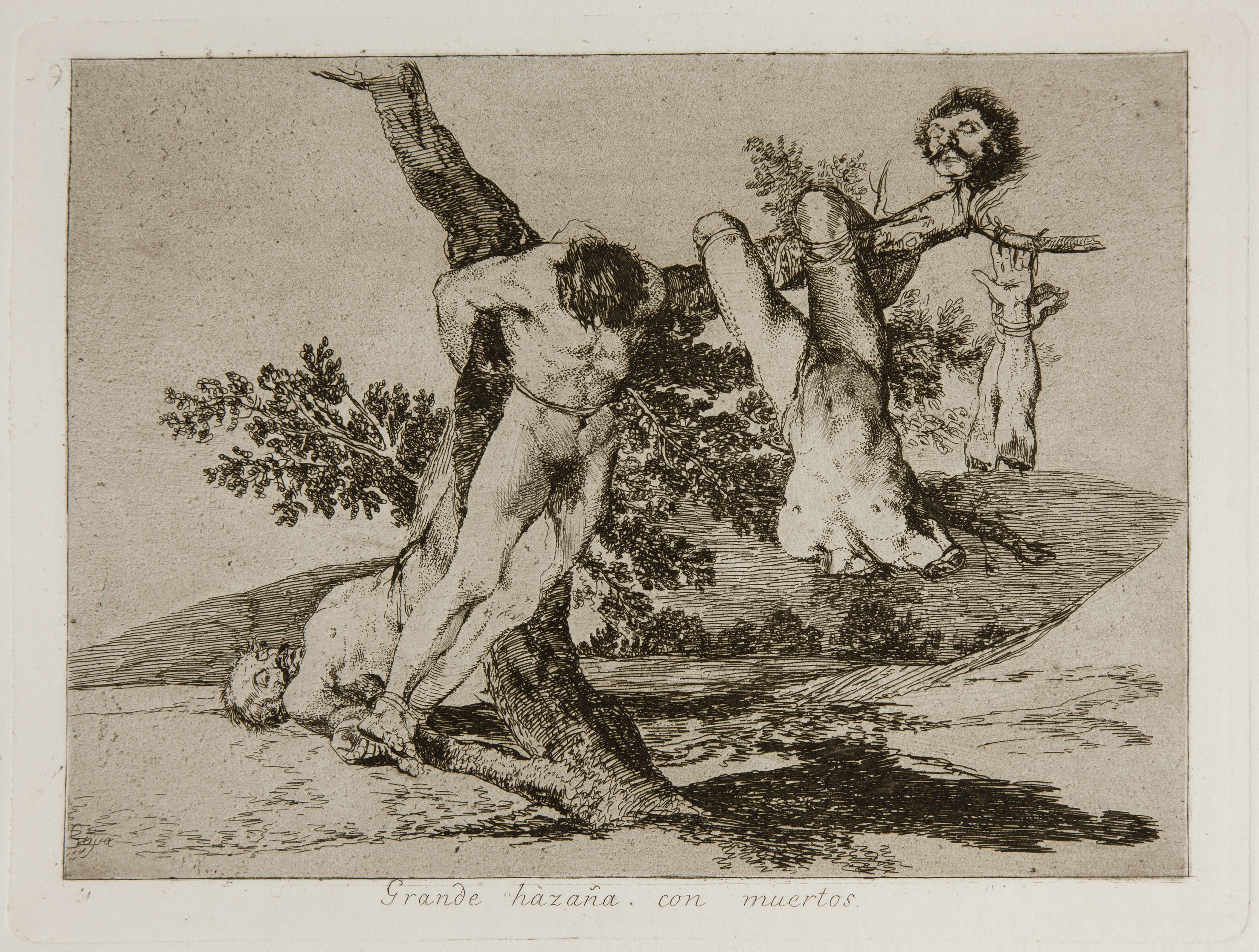
《戦争の惨禍》第39番「立派なお手柄！死人を相手に！」。

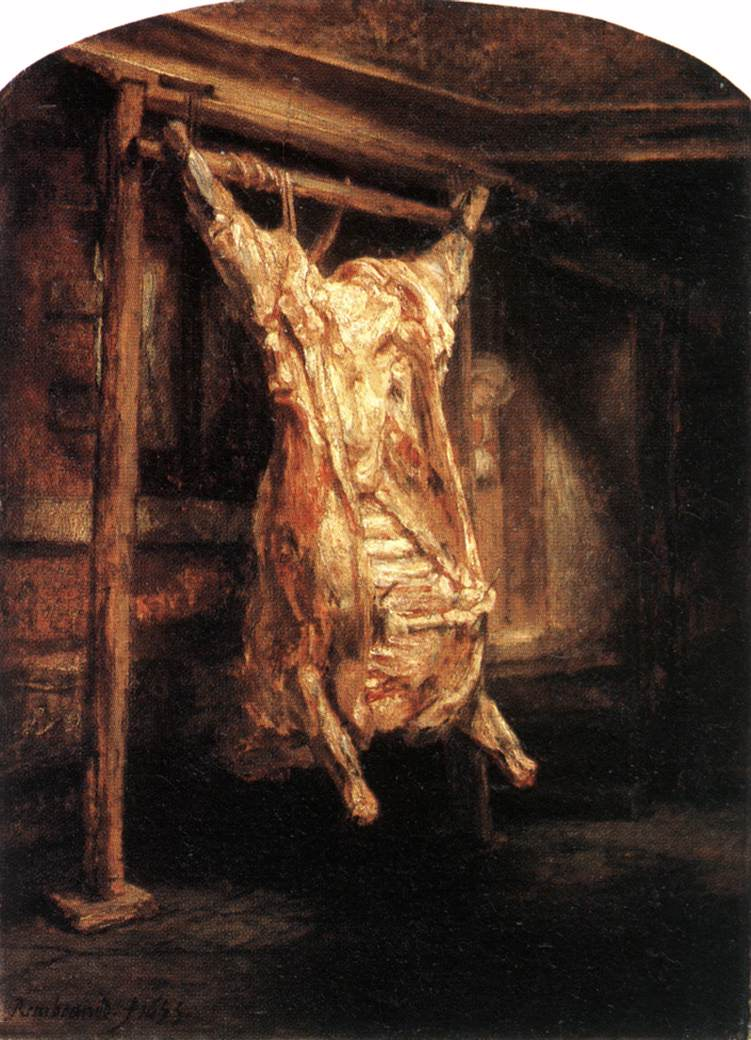
レンブラント・ファン・レインの『屠殺された牛』。1655年。ルーヴル美術館所蔵。

暗い背景の前でテーブルの上に子羊の肉が無造作に置かれている。画面左に切断された頭部が置かれ、画面右に1切れのリブが横向きで置かれ、その上に交差するようにもう1つのリブが重ねて置かれている。子羊の頭部はまるでそれらを見ているかのようであり、無表情でほとんど諦めたような表情をしている。子羊の肉はニュートラルな背景の前に描かれているが、照明によって背景から引き出されている。子羊の肉は驚くほど粗雑に描かれ、くすんだ色と紫がかった赤は死肉であることを強調している。子羊の頭部の下部に赤い小さな文字でゴヤの署名が記されている。
制作年代は1808年から1814年の半島戦争の時期と考えられている。この静物画連作はいずれも殺された鳥や、動物、魚などが描かれている。非常に多くの作品を残したゴヤだが、静物画を描いたのはこの時期だけであった。これらの静物画の主題はゴヤや多くのスペイン人が半島戦争で目撃した多くの死と暴力を想起させる。この点は、これらの主題がヴァニタスの性格を備えており、戦争で殺された人々の遺体について言及する意図があったことを示している。もしかしたら、ゴヤはこれらの動物の死体を版画集《戦争の惨禍》（Los desastres de la guerra）第37番「これはもっとひどい」（Esto es peor）や第39番「立派なお手柄！死人を相手に！」（Grande hazaña, con muertos）で描写したような、切り刻まれて尊厳を奪われた人々の死体と同じものとして考えていたのかもしれない。これらの静物画は様々な形式上の特徴を共有しており、そのことが連作に統一感を与えている。
本作品を含む連作は静物画のジャンルを再発明していることが指摘されている。連作は伝統的な静物画に従うことを拒否している。鑑賞者が目にしているものは、テーブルを飾るために並べられた食物としての肉ではなく、むしろ殺戮の犠牲となった動物の死体であり、それらは注意を払われることなく無造作に積み重ねられている。これらの絵画でゴヤはルイス・メレンデスのような伝統的な静物画、あるいはオランダの画家たちが描いた豪華な静物画から距離を置き、死体の塊で全体を捉えようとした。
この『羊の頭のある静物』と関連づけることができるほとんど唯一の作品は、バロック期のオランダの画家レンブラント・ファン・レインの『屠殺された牛』（Geslachte os）であろう。レンブラントもまたゴヤと同様に、屠殺された牛を生命を失った物質として表現することに注力している。
ゴヤが絵画を自宅のどこに掛けられていたのかは不明であるが、おそらくマドリードのダイニングルームに飾られていたと考えられている。

## 来歴
本作品は1812年にゴヤの妻ホセファ・バイユーの死後に作成された財産目録に12点の連作静物画の1つとして記載された。連作は一人息子のハビエル（Francisco Javier Goya y Bayeu）に相続されると、ハビエルはゴヤが死去すると息子マリアーノ（Mariano Goya y Goicoechea）の妻マリア・デ・ラ・コンセプシオン（María de la Concepción）の父である建築家フランシスコ・ハビエル・デ・マリアテギに売却した。マリアテギは死後、連作を娘に遺贈した。1846年にマリアーノはユムリ伯爵フランシスコ・デ・ナルバエス・イ・ボルデーゼ（Francisco de Narváez y Bordese, comte de Yumuri）から貴族の称号を得る融資の担保として連作を預けたが、返済できなかったため1851年にユムリ伯爵に譲渡された。ユムリ伯爵が1865年に死去するとその後作成された財産目録に、マドリード近郊のカラバンチェル・アルト（Carabanchel Alto）の別邸のダイニング・ルームを飾ると記載された。連作は息子のユムリ伯爵フランシスコ・アントニオ・ナルバエス・イ・ラリーナガ（Francisco Antonio Narváez y Larrinaga, comte de Yumuri）に相続されたが、その後連作は分散された。絵画はコンピエーニュのテルベック伯爵ヴィクトル＝フランソワ・レオナール・ユイタンス（Comte Victor-François Léonard Huyttens de Terbecq）、ファッションデザイナーのスタニスラス・オロッセン（Stanislas O'Rossen）、画商ポール・ローゼンバーグの手に渡った。ルーヴル美術館はこれを1937年にポール・ローゼンバーグから取得した。

## 影響
グドルン・マウラー（Gudrun Maurer）は本作品がパブロ・ピカソの1939年の静物画『羊の頭蓋骨のある静物』（Still Life with Sheep's Skull）に影響を与えた可能性があることを示唆している。ピカソがこの作品を制作した時、スペインは内戦で揺れていた。ピカソもまた戦時下で死を連想させる静物画を描いた画家であった。

## ギャラリー
関連するゴヤの作品

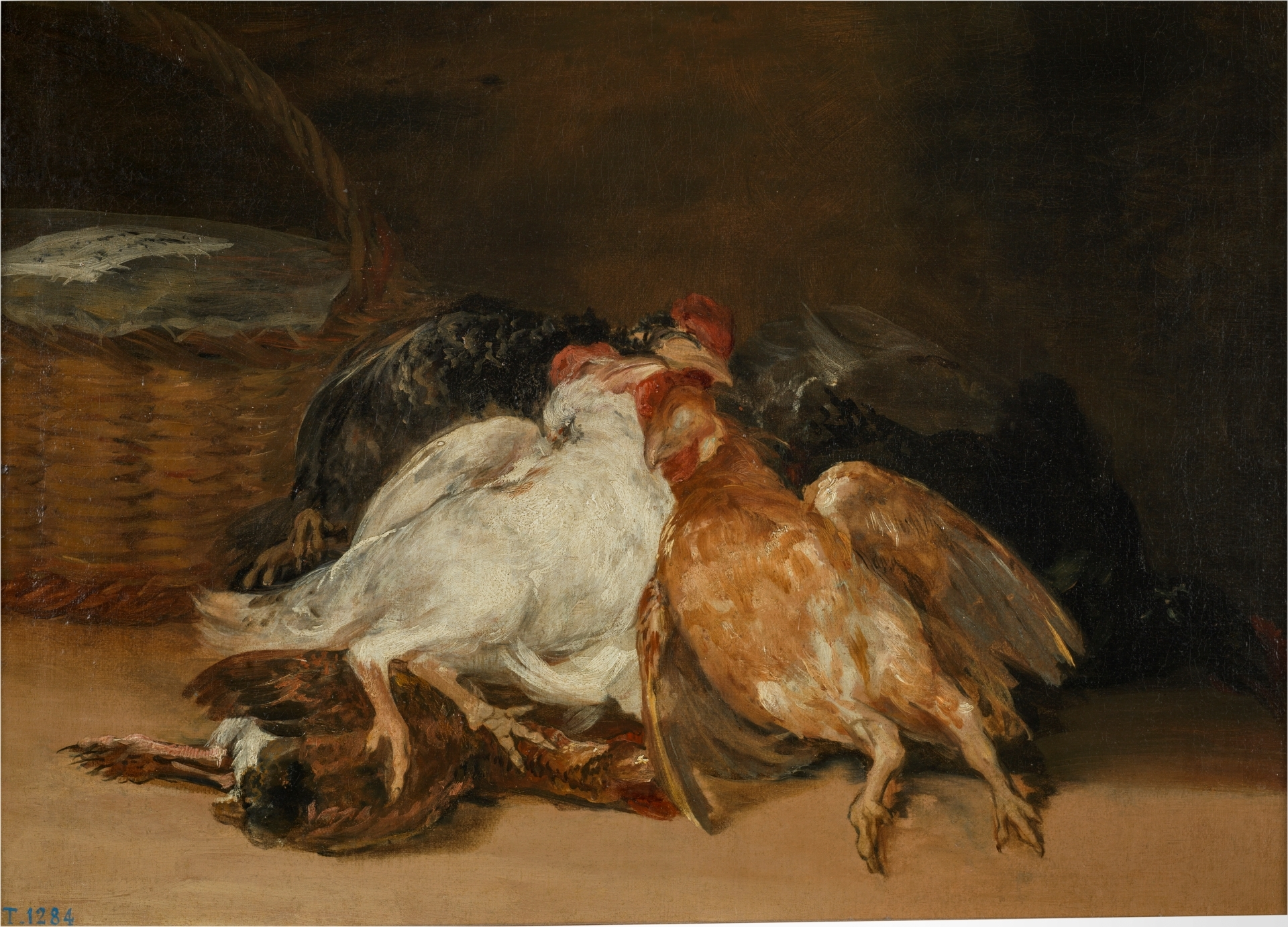
『死せる鳥』1806年-1812年 プラド美術館所蔵
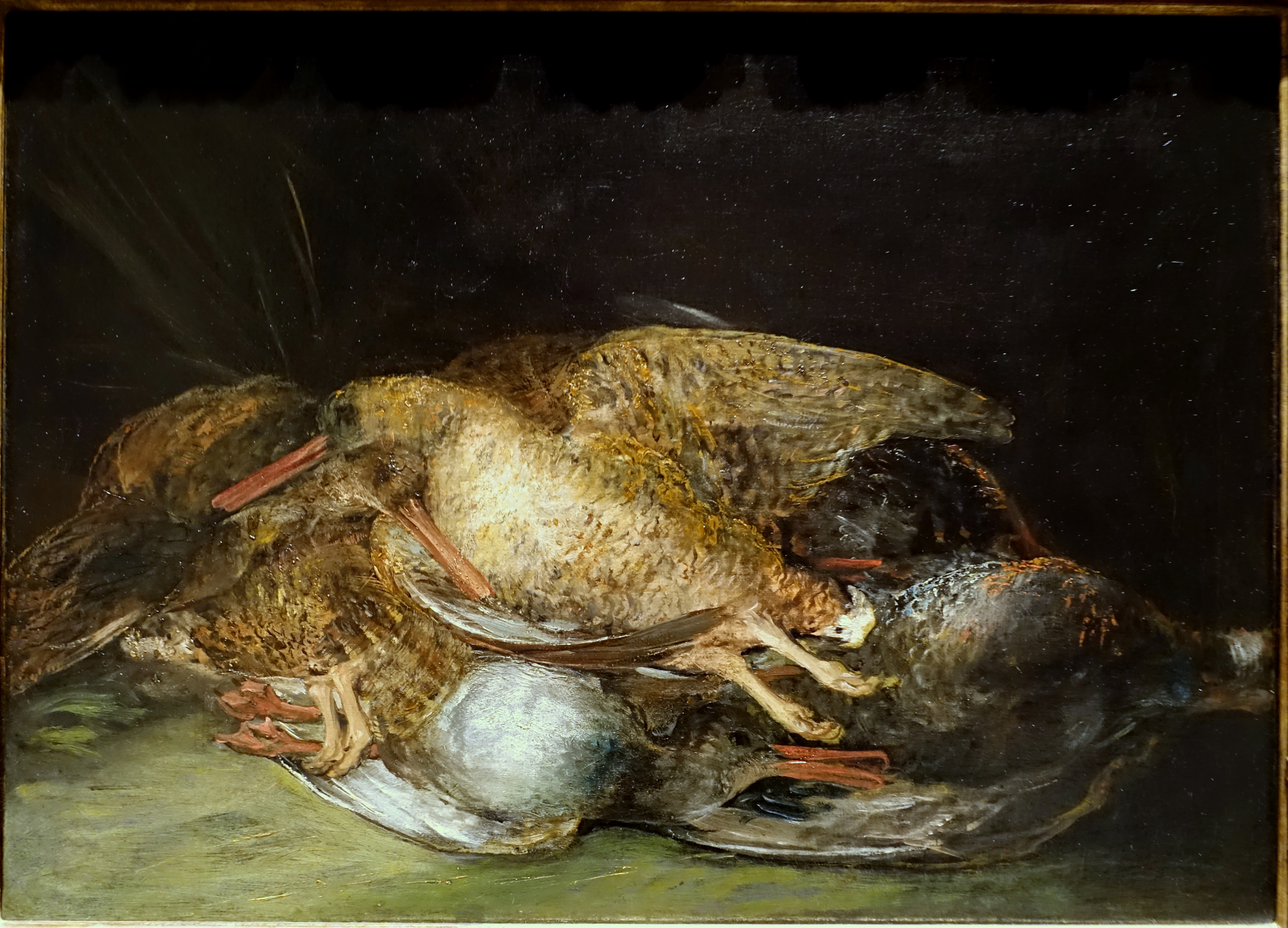
『ヤマシギのある静物』1806年-1812年頃 メドウズ美術館（英語版）所蔵
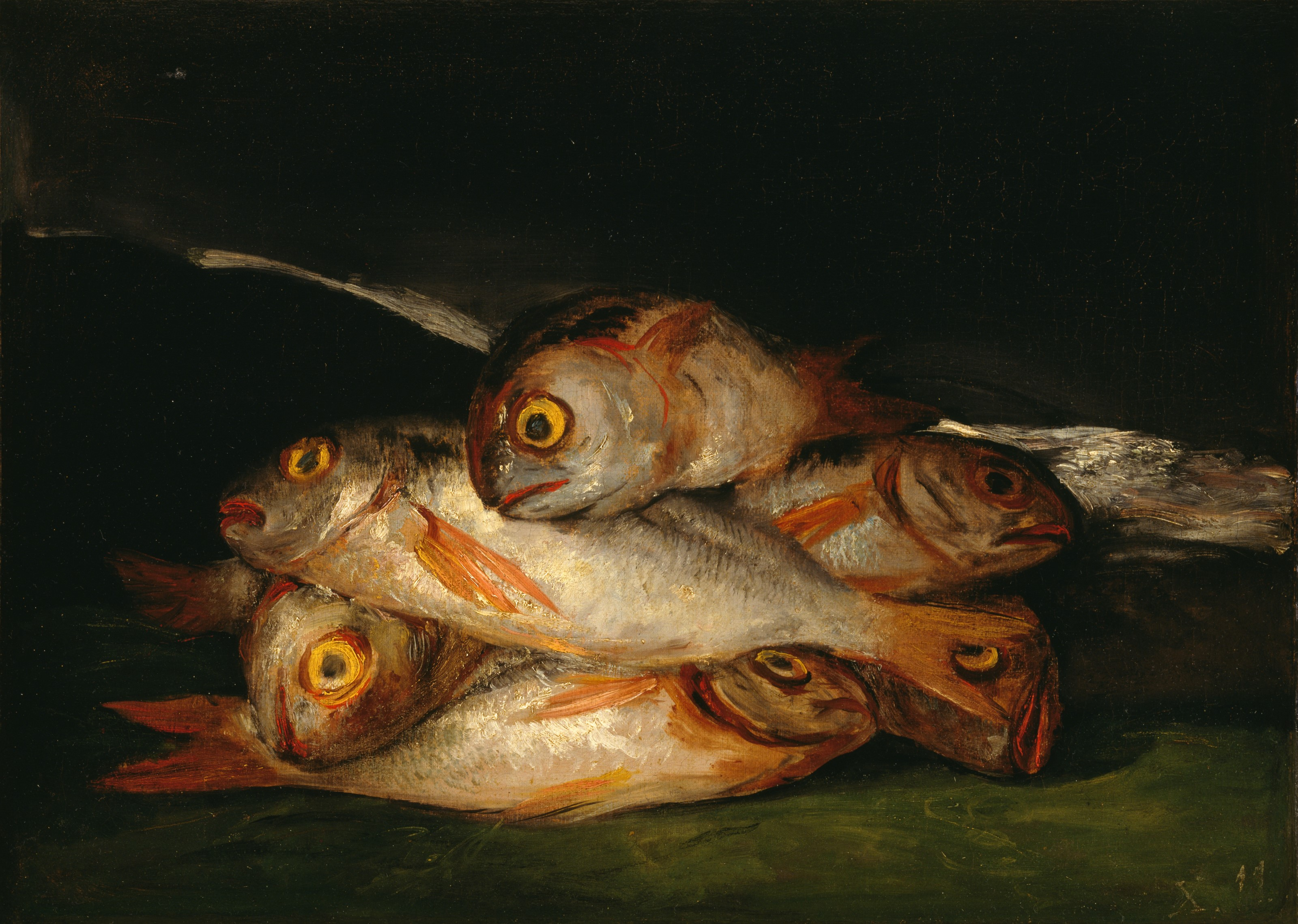
『平鯛のある静物』1808年 ヒューストン美術館所蔵
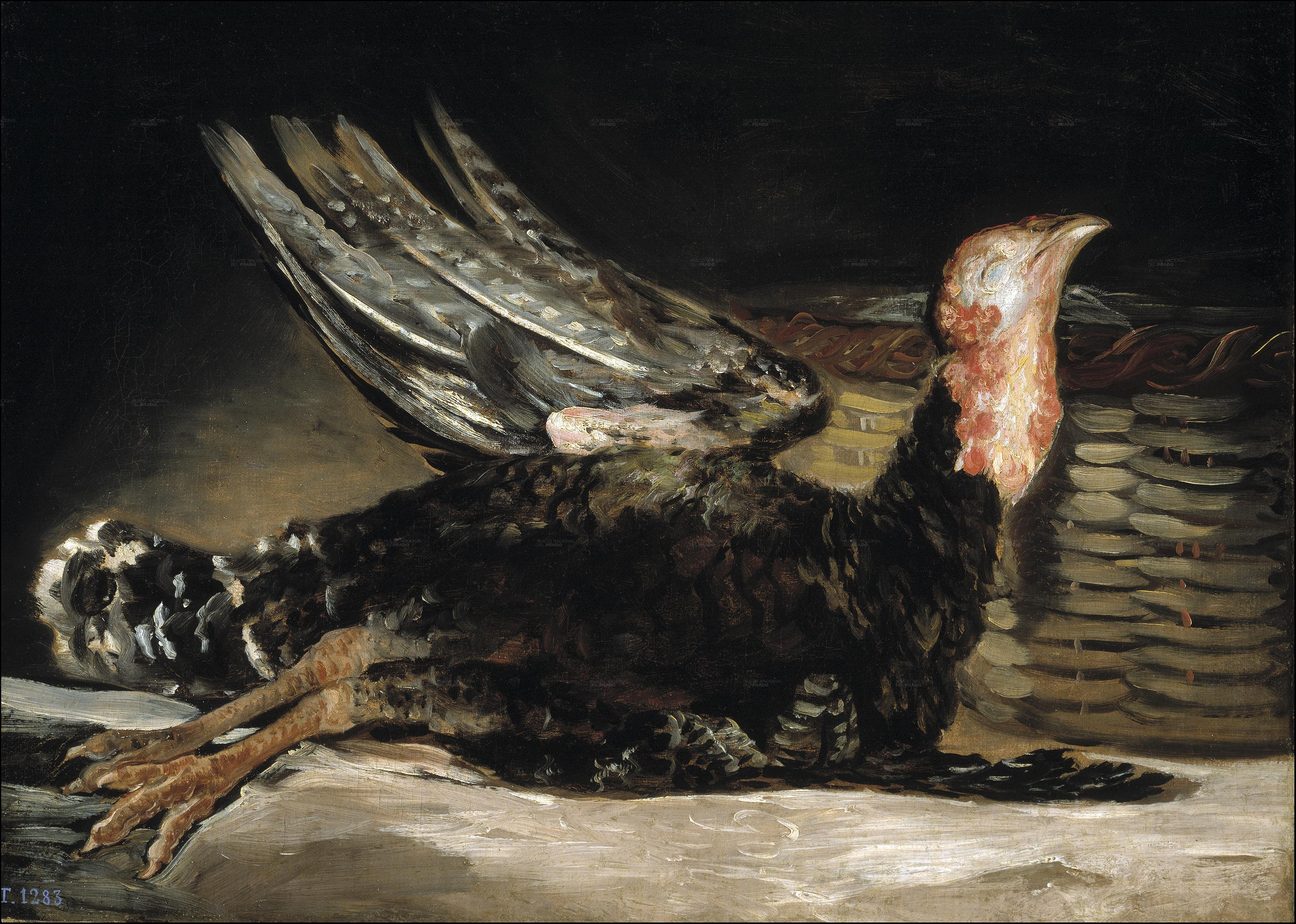
『死せる七面鳥』1808年-1812年 プラド美術館所蔵
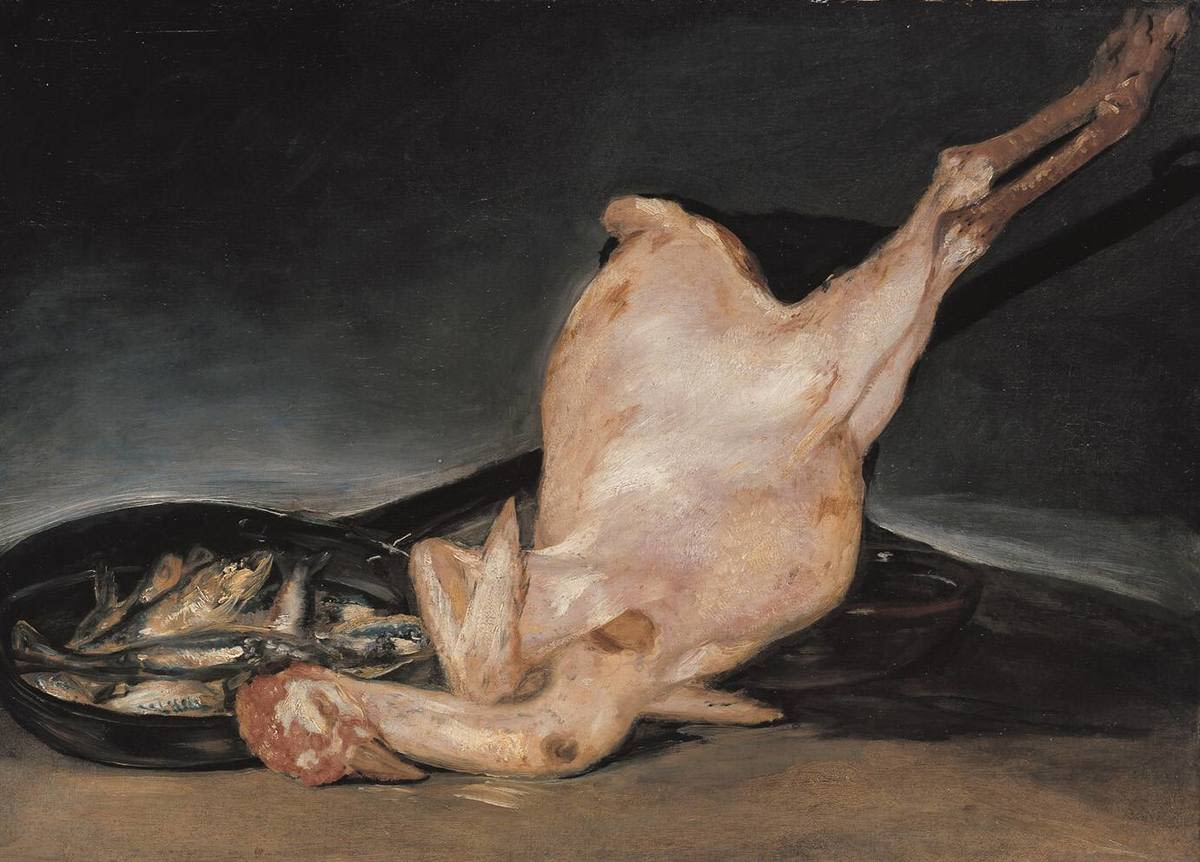
『羽をむしられた七面鳥』1808年-1812年頃 ノイエ・ピナコテーク所蔵
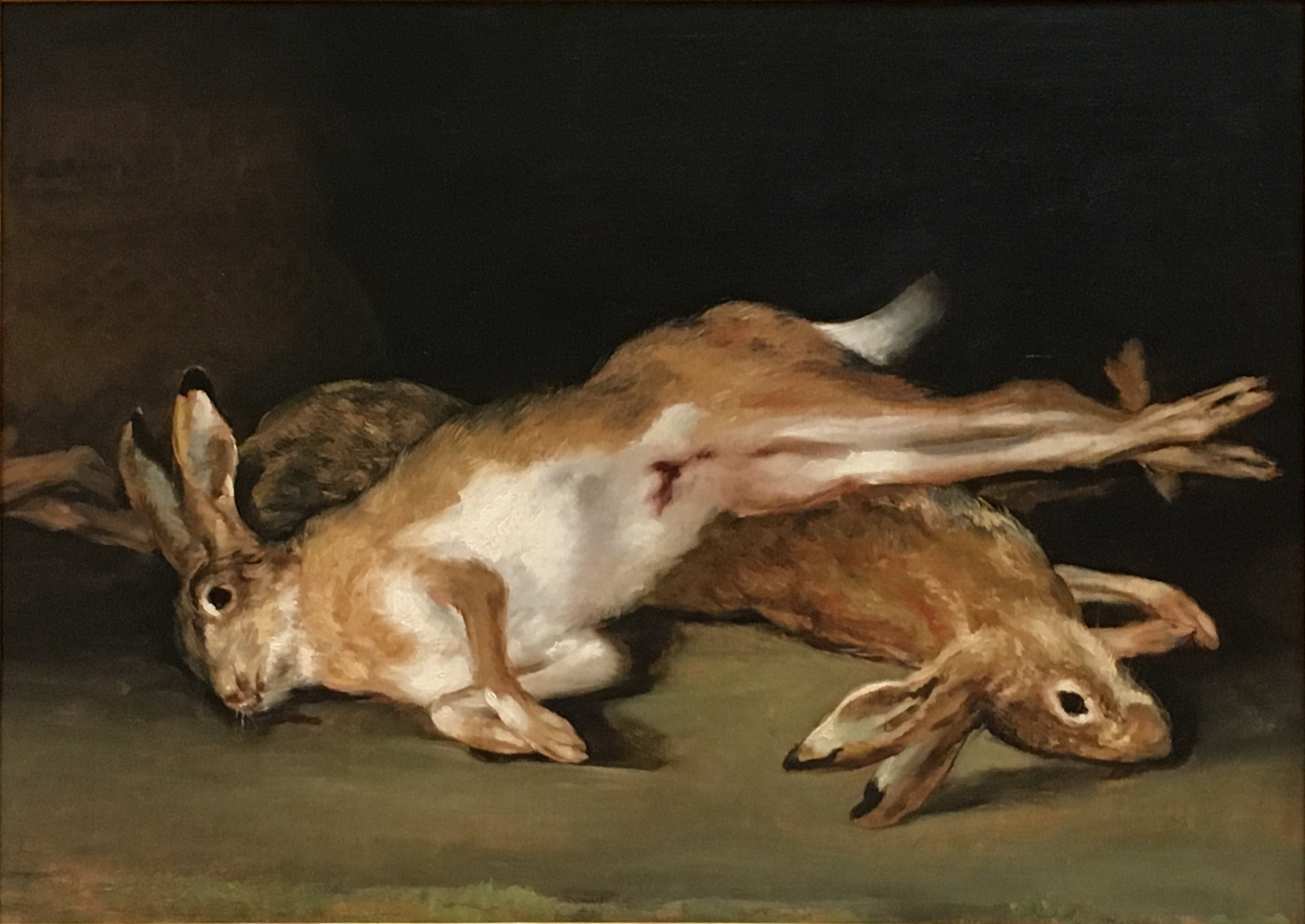
『死せる野ウサギ』1808年-1812年頃 個人蔵
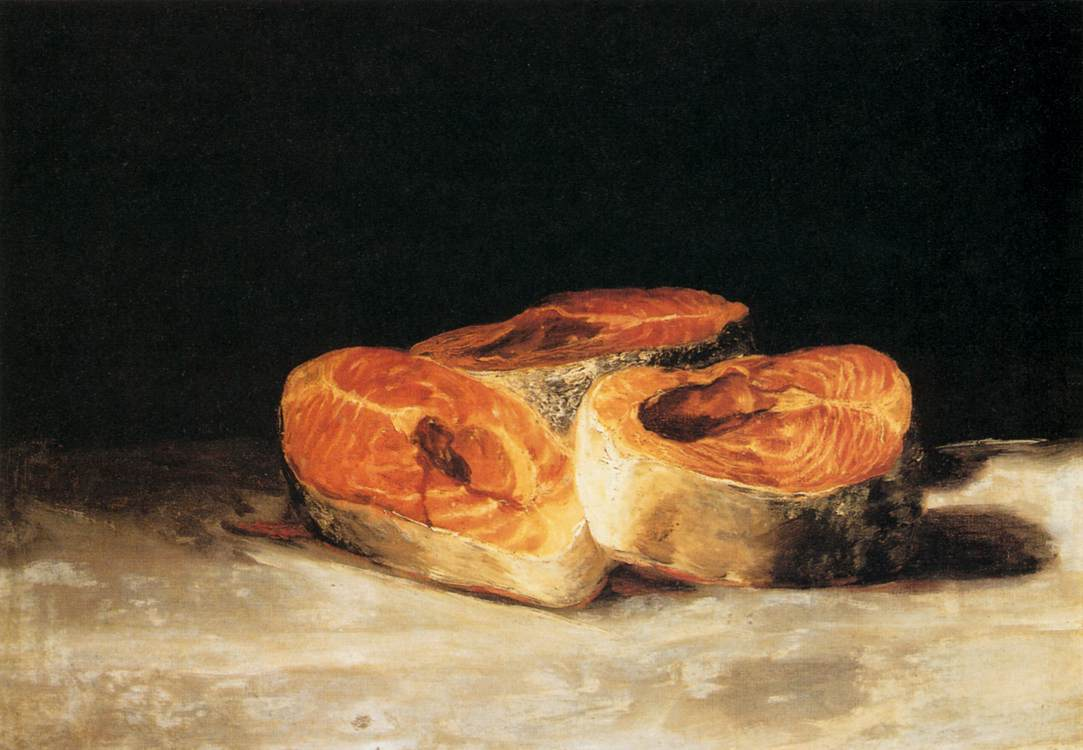
『鮭の切り身の静物』1808年-1812年頃 アム・レーマーホルツ（英語版）所蔵